# Eduard Michelis
Eduard Michelis, Pseudonym Odilo, (* 6. Februar 1813 in St. Mauritz; † 8. Juni 1855 in Luxemburg) war ein deutscher katholischer Theologe.

## Leben
Eduard Michelis wurde als Sohn eines Kupferstechers und Zeichenlehrers in St. Mauritz bei Münster geboren, er ist der Bruder von Friedrich Michelis. Seit Oktober 1826 besuchte er das Gymnasium Paulinum und studierte von 1832 bis 1835 Philosophie und Theologie an der Akademie Münster. 
Nach dem Eintritt in das bischöfliche Seminar 1835 wurde am 27. Mai 1836 mit 23 Jahren zum Priester geweiht. Noch im selben Jahr wurde er Privat- und Geheimersekretär von Clemens August von Droste-Vischering, dem Erzbischof von Köln. Am 20. November 1837 wurde er zusammen mit seinem Bischof im Rahmen der Kölner Wirren verhaftet. Er kam zunächst in der Festung Minden und später in die Zitadelle Magdeburg auf der Insel Werder, wo er bis zum April 1840 inhaftiert war. Anschließend wurde er nach Erfurt „verbannt“, wo er längere Zeit bei dem Dompfarrer wohnte. Nach seiner Entlassung im Jahre 1841 kehrte er nach St. Mauritz zurück. Im Folgejahr gründete er die Schwestern der Göttlichen Vorsehung, die zunächst für ein Waisenhaus zuständig waren, welches heute noch existiert. Er gründete zusammen mit Wilhelm Junkmann das Münstersche Sonntagsblatt. 
Ab 1844 wirkte er bis zu seinem Tode als Professor für Dogmatik am Priesterseminar in Luxemburg. Er war Mitbegründer der Zeitung Luxemburger Wort.

## Veröffentlichungen
- Das heilige Messopfer und das Fronleichnamsfest in ihrer welthistorischen Bedeutung (Erfurt 1841)
- Völker der Südsee u. die Geschichte der protestantischen und katholischen Missionen unter denselben (Münster 1847)
- Lieder aus Westfalen, von seinem Bruder Friedrich in 1857